# Дикин, Джозеф
Джозеф Эдмунд Дикин (англ. Joseph Edmund Deakin; 6 февраля 1879, Сток-он-Трент — 30 июня 1972, Лондон) — британский легкоатлет, чемпион летних Олимпийских игр 1908.
На Играх 1908 в Лондоне Робертсон участвовал в трёх дисциплинах. Вместе со своей командной он стал чемпионом в гонке на 3 мили, занял шестое место в забеге на 1500 м и не финишировал в полуфинале на дистанции 5 миль.